# Humphrey Bennet
Humphrey Bennet (1605–1667) foi membro do parlamento por Petersfield de 1661 a 1668.
Bennet era o terceiro filho de Thomas Bennet e da sua esposa Dorothy nascida May. Ele foi educado no St John's College, Oxford. Casou-se primeiro com Mary Smith de Londres (1 filho; 1 filha); depois com Elizabeth Thomas; e mais tarde com Elizabeth, filha de Sir William Button, 1º Baronete. Cavalier principal de Hampshire durante a Guerra Civil Inglesa, ele também foi um Juiz de Paz da Restauração e um Cavalheiro da Câmara Privada de 1666.